# Pantelejmon Sak
Pantelejmon Sak ps. Mohyła, Wsewołod, Syła, Kowal (ur. w 1905 na Kijowszczyźnie – zm. w 1943 w Kijowie) – ukraiński działacz nacjonalistyczny, pedagog, dziennikarz.
Nauczyciel, jesienią 1939 skierowany przez władze sowieckie do Lwowa, jako dyrektor szkoły. W 1940 wstąpił do Organizacji Ukraińskich Nacjonalistów. W 1941 był członkiem grupy marszowej OUN-B, skierowanej do Kijowa, gdzie wykładał historię w instytucie.
Był członkiem Krajowego Prowodu OUN-B, przewodniczącym OUN na Ziemie Południowo-Wschodnie (PSUZ). Był redaktorem podziemnego pisma „Za samostijnu Ukrajinu”, autorem broszur., artykułów, odezw, oraz książki „Ukrajina, jakoju je i jakoju bude”.
Rozstrzelany przez Niemców w Kijowie. 